# Norton-Villiers-Triumph
Norton-Villiers-Triumph (NVT) fue un fabricante británico de motocicletas, formado por el Gobierno del Reino Unido para mantener la industria de las dos ruedas en Gran Bretaña, pero la compañía finalmente fracasó. La empresa estuvo operativa entre 1973 y 1978.

## Formación

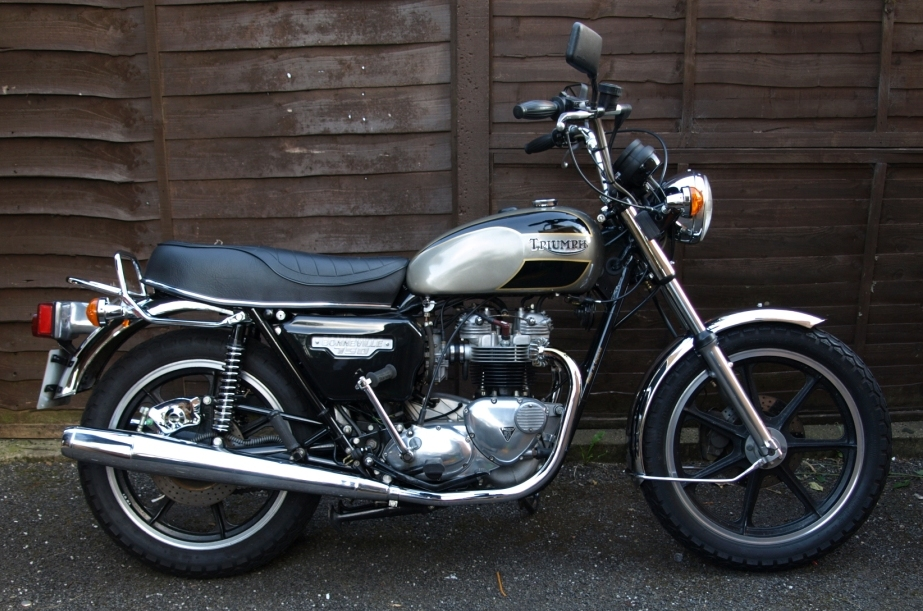
Triumph Bonneville T140

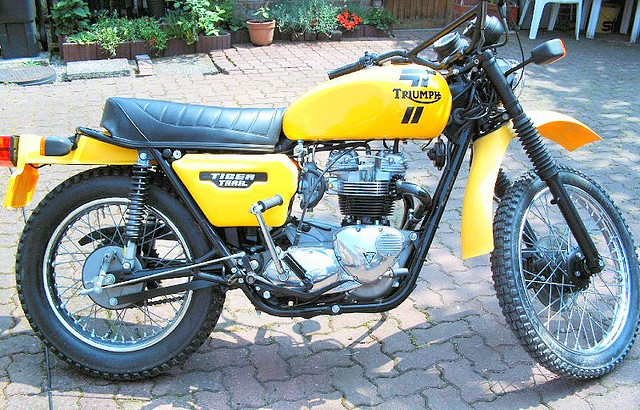
Triumph Tiger TR7

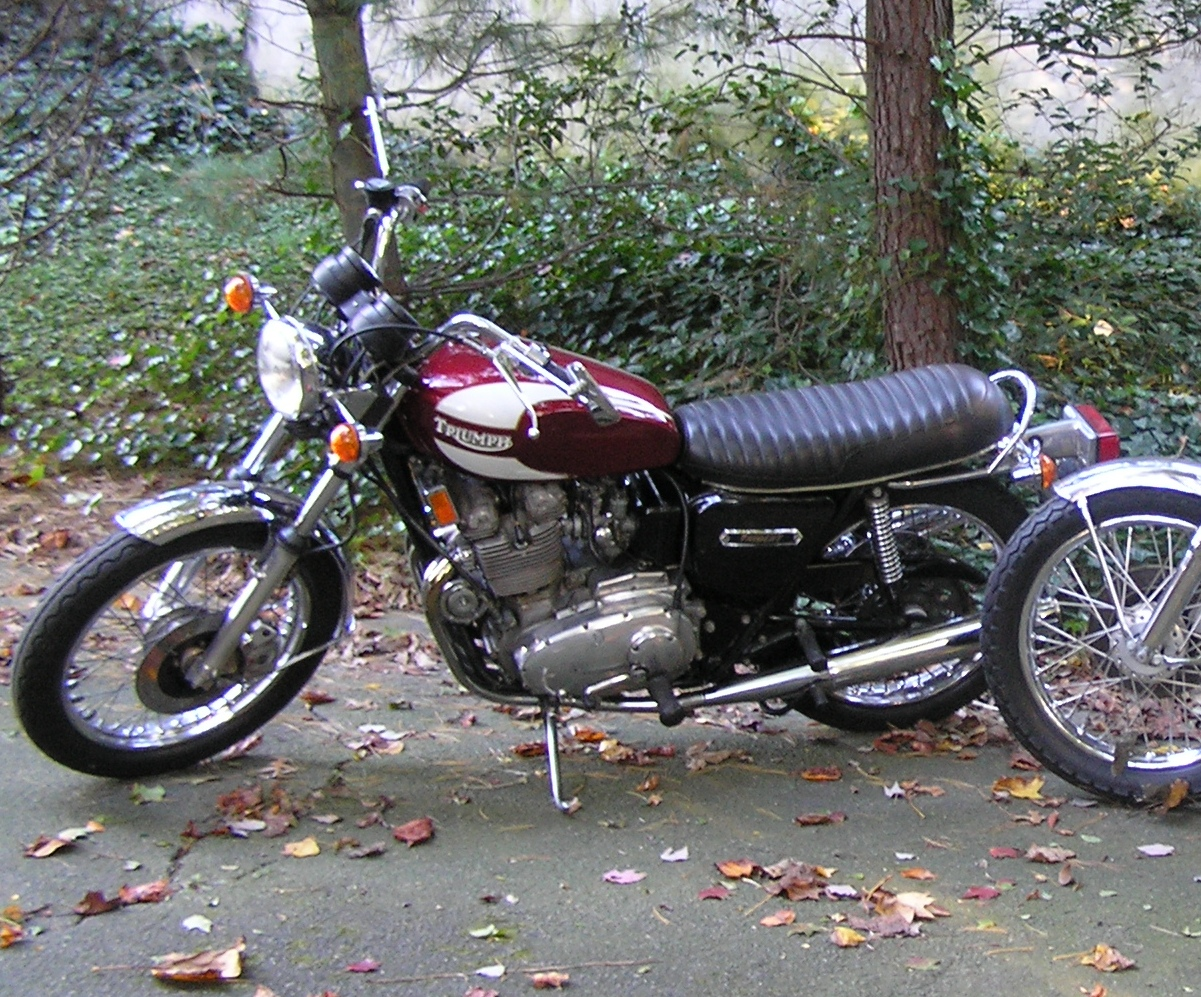
Triumph Trident T160

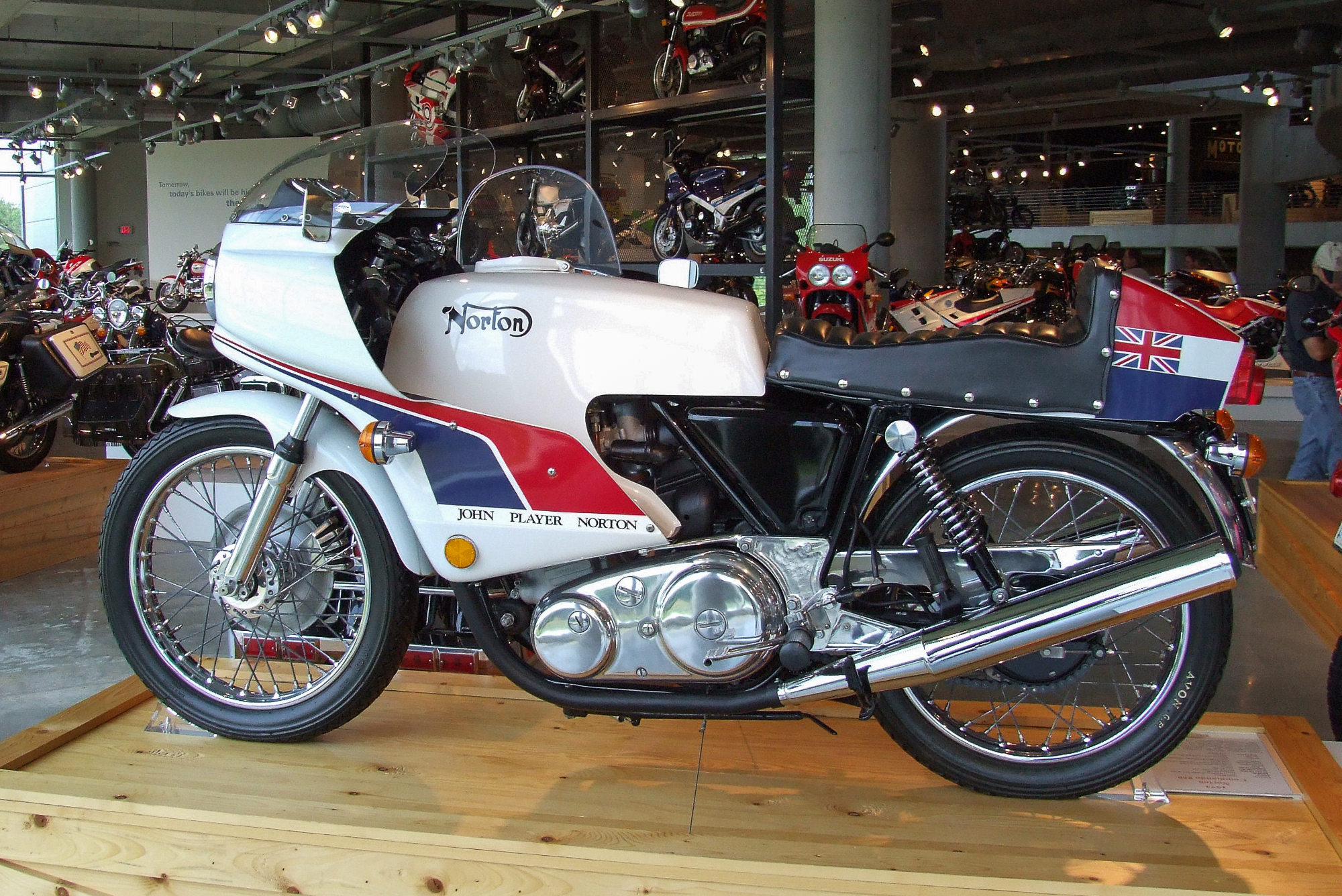
Norton Commando roadster

Triumph era propiedad del Grupo BSA desde 1951, pero en 1972 la fusión de las empresas BSA y Triumph se encontraba con graves problemas financieros. La política del gobierno británico en ese momento era salvar las industrias estratégicas con el dinero de los contribuyentes, y como BSA-Triumph había ganado el "Premio de la Reina a la Exportación" unos años antes, la industria era considerada elegible para recibir apoyo financiero. El gobierno conservador dirigido por Edward Heath decidió rescatar a la compañía, siempre que para competir con los japoneses se fusionara con Norton-Villiers (los restos de Associated Motor Cycles, quebrada en 1966), una filial también con problemas financieros que formaba parte del conglomerado de ingeniería británico Manganese Bronze Holdings.
La empresa fusionada se creó en 1973, con Manganese Bronze intercambiando el negocio de motocicletas de Norton-Villiers a cambio de activos del Grupo BSA no relacionados con el mismo sector, principalmente Carbodies, el fabricante del Austin FX4 London taxi: el clásico "taxi negro". Como BSA era tanto una empresa fallida como una marca únicamente conocida en el Reino Unido (los productos de la compañía siempre se habían comercializado con mayor éxito en América del Norte bajo la marca Triumph), el nuevo conglomerado pasó a llamarse "Norton Villiers Triumph" (NVT), siendo efectivamente la consolidación de la hasta hacía pocos años dominante industria británica de las motocicletas, en declive debido al auge del automóvil y a la competencia de los fabricantes japoneses.
NVT heredó cuatro fábricas de motocicletas: Small Heath (ex-BSA); Andover y Wolverhampton (de Norton); y Meriden (de Triumph). Aunque Meriden era la factoría más moderna, sus trabajadores eran los más sindicalizados y tenía la peor productividad de las cuatro. Dennis Poore, jefe ejecutivo de Norton-Villiers en BSA, fue nombrado director gerente de NVT, mientras que a través de sus participaciones en las acciones de Norton Villiers y debido a la necesidad de confiar en su experiencia en ingeniería, se convertía en accionista y director de Manganese Bronze.

## Operaciones
Todavía con poco dinero en efectivo para el desarrollo de nuevas líneas de producción, la compañía se limitó a lanzar desarrollos de productos existentes, sobre todo en torno a la popular motocicleta Norton Commando. Con su clásico motor bicilíndrico paralelo, probablemente ya algo desfasado, a partir de marzo de 1973, los modelos Roadster, Hi Rider y el Interstate comenzaron a usar un nuevo motor de 828 cc. Más adelante, NVT también produjo el ciclomotor Easy Rider, que incluía una versión "juvenil" con pedales, y el rambler NVT 125/175 cc.
Este último montaba un motor Yamaha alojado en un bastidor británico. Los instrumentos eran de Yamaha y las horquillas, frenos y piezas de ruedas de tres fabricantes italianos. El Rambler más tarde se convirtió en el BSA Tracker. El dinero que había para el desarrollo ahora tenía que centrarse en el diseño de un motor. Al decidir que los japoneses habían dado un paso adelante en el mercado, NVT buscaba una ventaja competitiva y tenía dos productos que podrían desarrollarse, ambos del lado BSA de la compañía:
- El 500 cc doble, motor de pistón escalonado, con un marco de acero prensado monocasco, llamado internamente el Wulf
- Un Motor Wankel rotativo

Concluyendo que el mercado de motos de turismo se estaba agotando, NVT eligió el motor Wankel, y como Peter Williams ganó la Fórmula 750 en el TT de la Isla de Man en 1973 y Mick Grant fue segundo para el equipo Norton Racing ese mismo año, la decisión fue colocar el novedoso motor en una nueva motocicleta Norton. Sin embargo, la infraestructura de la antigua compañía Norton estaba fuera de servicio, ya que la fábrica de Andover se había cerrado después de una sentada de los trabajadores.
Esto coincidió con la pérdida de poder del gobierno conservador de Edward Heath y, a la luz de las restricciones impuestas de acuerdo con la política de la semana laboral de tres días, el subsidio se retiró a partir de junio de 1974 bajo el nuevo gobierno laborista de Harold Wilson.
NVT continuó con un programa de cierre de sus instalaciones menos productivas, decidiendo concentrar la producción en Wolverhampton y Small Heath. Mal manejado en los medios de comunicación, el anuncio causó una sentada en Meriden que, al producir piezas para otras fábricas, hizo que Small Heath se cerrara. Con la elección del gobierno laborista de 1974, se formó la Cooperativa de Trabajadores de Meriden, con NVT como su único cliente, para su producción de motocicletas con motor de 750 cc Triumph Bonneville T140V y Triumph Tiger TR7V.
La situación se complicó todavía más, cuando la compañía se vio forzada por la legislación estadounidense a mover todos los controles de los frenos al lado derecho de las motocicletas, el estándar utilizado por la mayoría de los otros fabricantes, incluidos los japoneses. La palanca del freno de pie en las motocicletas británicas se colocaba en el lado izquierdo y, a su lado, se colocaban los sidecares. El pedal del freno en el sidecar se situaba junto al pedal de freno de la motocicleta, lo que permitía frenar la motocicleta y el sidecar simultáneamente con el mismo pie.
La compañía redujo su gama a cinco modelos: dos Norton Commando (la Mk.3 Interstate y la Roadster), la Triumph Bonneville T140V, la Triumph Tiger TR7RV y la Triumph Trident T160V. Tanto las Norton como las T160 se mejoraron con la instalación de un motor de arranque eléctrico, un freno de disco trasero y el cambio en el pie izquierdo y el freno en el derecho. La Bonneville dispuso de su propio arranque eléctrico en 1980, cuando fue comercializado por la propia Cooperativa de Meriden. A diferencia de otras motocicletas de esta época, se mantuvo la palanca para arrancar con un pie, y el motor de arranque eléctrico en las Norton se mencionaba más adecuadamente como una asistencia eléctrica.

## Quiebra y cierre
En julio de 1975, el nuevo Ministro de Industria Eric Varley retiró un préstamo por valor de 4 millones de libras y se negó a renovar los créditos de exportación de la compañía, que entró en un proceso de administración judicial, anunciándose despidos para todo el personal en los distintas fábricas. Su planta de Wolverhampton se cerró el 13 de octubre de ese año con la pérdida de aproximadamente 1600 empleos. Irónicamente, la que había sido programada por la gerencia de NVT para su cierre inmediato, la fábrica de Meriden, sobrevivió gracias al plan de Tony Benn (en el predecesor de Eric Varley) para que una cooperativa de trabajadores de la fábrica produjera las Triumph Bonneville gracias a un sustancial préstamo del gobierno.
El proyecto Norton Wankel fue vendido por los administradores judiciales a empresas privadas, con motocicletas de motor rotativo (todavía poco desarrollado), que aparecieron bajo el nombre de Norton durante los 15 años siguientes sin alcanzar nunca grandes ventas. En Wolverhampton, al no tener productos viables para producir, el cierre de la fábrica se redujo a una sentada de los trabajadores, durante la que mostraron un modelo de la Norton Commando actualizada llamada Norton 76 y un motor bicilíndrico de 500 cc, tras fabricar una serie de motos Commando con las piezas restantes. Después del cierre en Wolverhampton, la compañía compró las puertas del ahora demolido castillo de Tong y las erigió en la entrada de los talleres de Marston Road.
NVT finalmente se liquidó en 1978. Aunque Norton Villiers Triumph ya no existe, aunque todavía se fabrican motocicletas con el nombre de Triumph: los derechos de comercialización de Triumph se vendieron a la cooperativa de trabajadores de Meriden en 1977 y, una vez que esta entró en administración judicial en 1983, fueron adquiridos por una nueva compañía, la Triumph Motorcycles Ltd ubicada en Hinckley, Leicestershire. Dennis Poore se convirtió en director general de Maganese Bronze, cargo que conservó hasta su muerte en 1987.